# IV号a型10.5cm対戦車自走砲

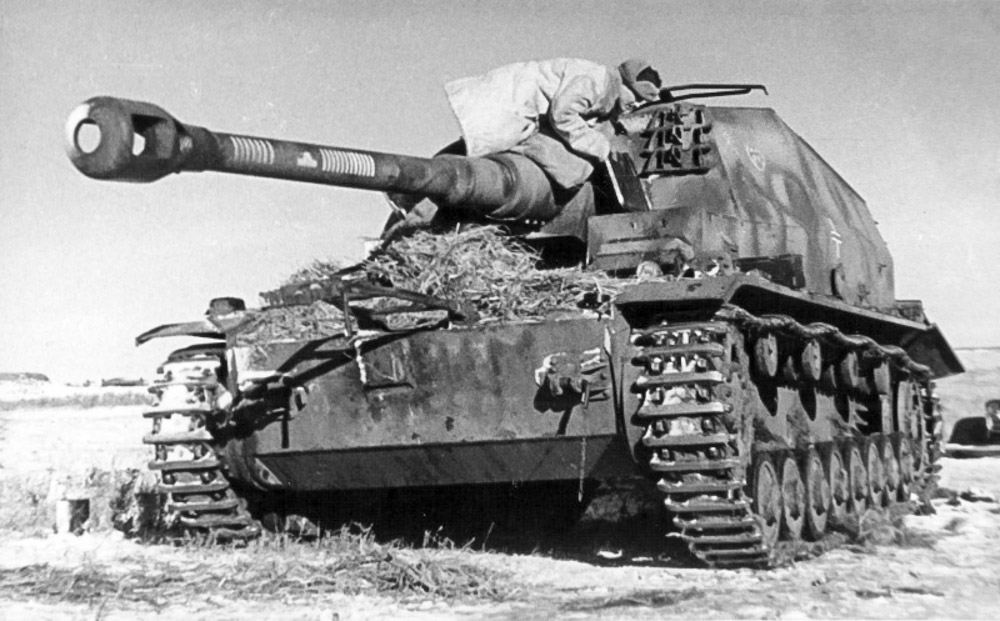
東部戦線で放棄された10.5cm K gp.Sfl.

IV号a型10.5cm対戦車自走砲とは第二次世界大戦中にドイツで試作された自走砲である。もともとはフランスの構築したマジノラインの防備に対抗し、バンカーバスター（Schartenbrecher）として設計されており、フランスの降伏後、本車は対戦車自走砲として東部戦線に投入された。

## 開発
a型とは、IV号戦車のシャーシを用いたものとしては初の自走砲であることを意味する（なお、続番として、限定旋回砲塔方式の「IV号b型10.5cm自走榴弾砲」が、a型と同時並行で開発されている）。本車はバンカーへの対抗に用いることを企図し、その想定する射程はバンカーが撃ち返せる程度のものであった。クルップによる開発は1939年に始まった。フランスの制圧が終了した事に伴って設計は目標を喪失し、そこで本車を重対戦車自走砲として用いることになった。2両の試作車輌が発注され、1941年1月に完成し、同年3月31日にはヒトラーの眼前でデモンストレーションが行われた。部隊での試験が成功した場合、1942年の春には量産を開始できるであろうと見積もられていた。

## 構造
IV号a型10.5cm対戦車自走砲は、IV号戦車E型の車体に大きな改修を加えたもので、砲塔を撤去し、主砲である「52口径10.5cm野戦加農砲K18」を収める戦闘室としてオープントップの上部構造を構築している。前面の傾斜装甲板は表面硬化を施した50mm厚のもので、垂直から15度の角度をつけられていた。一方、側面は20mm厚だった。この車輌の最も変わった特徴は、車輌後部に、航空機から装填手を防護するための装甲化された区画が充てられていたことである。同様に、主砲用の26発の弾薬を収容する弾薬箱は、上面に薄い装甲による覆いを施されていた。また他の奇妙な点は車体上の右側に配された偽の操縦手室である。本物の操縦室は、車輌の前面左側の構造体からさらに前方へと張り出していたが、偽物はこれとよく似合っていた。
主砲が敵の装甲戦闘車両との交戦を想定していたとはいえ、この砲はわずかに左右8度しか旋回せず、また俯仰はマイナス15度からプラス10度だった。マズルブレーキが反動軽減のために装着され、また自走砲が移動している最中に砲を固定するため、車体前部にトラベルロックが装備された。自衛用として乗員は9mm機関短銃と弾薬576発を携行した。自走砲用の望遠照準器「Selbstfahrlafetten-Zielfernrohr」（Sfl.Z.F.1）が砲手のために使われた。車長には双眼式の視察用ペリスコープ「Turmspähfernrohr」（T.S.F.）が装着され、また各装填手には双眼式の砲隊鏡「Scherenfernrohr」がピボットアーム上に装備され、与えられた。
開発の大部分を通じ、本車は「IV号a型10.5cm対戦車自走砲」として知られていたものの、1941年8月13日には「10.5cm K gepanzerte Selbstfahrlafette (10.5cm K gp.Sfl.)」（ゲパンツァタ ゼルプストファールラフェッテ、「装甲自走砲」の意）へと改称されている。また、ディッカー・マックスという渾名も知られる。（Dicker Max、太ったマックスの意。）
試作車輌は、IV号戦車が積んでいたV-12マイバッハHL120エンジンを、より軽量なV-6マイバッハHL66Pエンジンへと換装した。量産車輌は緩衝機構と走行ギア用にIII号戦車のものを採用した可能性がある。これは地面と接触する履帯の接地長を短くすることで機動性能を増強したとされる。また旋回時の抵抗を低減し、衝撃を柔らかくし、緩衝機構の反発力をより大きくした。

## 実戦記録
実戦試験のため、バルバロッサ作戦中、2両の試作車は第521駆逐戦車大隊に配備された。1両は事故により砲撃に捕捉され、弾薬が誘爆して完全に破壊された。しかしもう1両は1941年の終わりまで戦い、成功を収めた。1942年の上半期に本車はクルップ社によって作り直され、ブラウ作戦、すなわちロシアでの1942年夏期攻勢に参加が間に合うよう、521大隊に復帰した。本車は、1942年11月から12月にかけて大隊が作成した報告書の中で、使用可能であることが報じられていない。
1941年6月26日の報告では以下のように車輌について述べている。

「本自走砲は、指揮車輌として用いるには有効な機動性能を持たない。限られた主砲の旋回性能により、敵を照準するには、車体全体を旋回させることが不可欠となっている。これは特に不整地で繰り返す際に相当に時間がかかるが、理由は重い車輌と弱いエンジンによる。加えて、装甲のレイアウトにも理由がある。前面のみが重く、後部では50mm薄くなっている。これは正面を向いて使用するよう造られている。この車輌は側面や後方からも砲撃されうる。指揮車輌として使うには、全方位で速やかに敵と交戦する能力を必要とする。
Szczararの交差点におけるように、主砲は開けた発砲位置から直接射撃によって歩兵連隊の攻撃を支援できることを証明した。主砲前面で巻き上がる大きな発砲煙のため、我々自身の砲撃を観測することができない。自走砲は互いの射撃を観測する必要があり、もしくは一方に有人の観測所をどうしても置かねばならなかった。砲手も乗員と同様である。射撃時には、車輌の寸法、機動性の欠如、発砲時に巻き上がる大きな発砲煙から、将来、本自走砲は間接射撃によって榴弾を撃つのみとなるだろう。
今に至るまで、本自走砲は専門化された任務のために使用されてきた。直接射撃によるコンクリート製のバンカーとの交戦、および他の対戦車兵器との協同による重戦車との交戦である。その高い貫徹性能はこのために備わっているように思われる。
エンジンやトランスミッションでは特別な故障が起こらなかった。ステアリングブレーキは過度に応力がかけられた。一方のステアリングブレーキについているステアリングスライド内部のボルトは3度、完全に断裂した。またブレーキバンドは2度交換されねばならなかった。理由はリベットが過熱された事による。」